# دورف (نژاد افسانه‌ای)

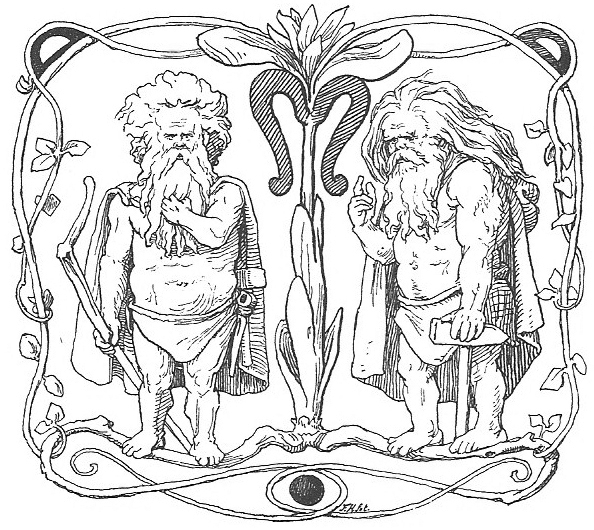
دورف‌ها

دورف‌ها در اساطیر ژرمن‌ها، موجوداتی‌اند که در غارها و کوه‌های زمین زندگی می‌کنند و معمولاً آهنگر و معدنچی و صنعتگر هستند. دورف‌ها همچنین معمولاً کوتوله و زشت توصیف شده‌اند که برخی دانشمندان معتقدند که شاید اینگونه توصیفات بعدها توسط نقاشی‌ها در بین مردم القا شده باشد. آن‌ها به خاطر ساختن صنایع دستی شهرت داشتند، به ویژه در فلزکاری‌های ارزشمند و طلاکاری. آن‌ها با قدرت جادویی خود می‌توانستند اشیاء ارزشمندی بسازند.
دربارهٔ منشأ دورف در ادای منثور و ادای شاعرانه اختلاف است؛ در ادای منظوم آمده که دورف از خون کهن یمیر و استخوان بلاین به‌وجود آمده؛ حال آنکه ادای منثور می‌گوید آن‌ها شبیه حشره‌هایی هستند که در گوشت موجود باستانی، یمیر می‌لولیدند. در وولوسپا، نخستین و مشهورترین بخش ادای شاعرانه چنین آمده که اولین پادشاه دورف‌ها موتسوگنیر بود، دومین آن‌ها دورین، و سومین آن‌ها دوالین بود که مخترع خط رون به شمار می‌رود. در باب پیدایش دورف‌ها آمده است که هنگامی که اودین، ویلی و وه مشغول خلق جهان از جسد یمیر بودند، از آنجا که گوشت وی تبدیل به زمین شد، این سه خدا به کرم‌های داخل گوشت بدن وی نیز هوش و چهره انسانی، البته با جثه‌ای کوچکتر بخشیدند تا در زیر زمین به زندگی مشغول شوند. محل زندگی دورف‌ها در جهان اسطوره‌ای نورس، نیداولیر ذکر شده، هر چند، چنان‌که گفته شد دورف‌ها چندان از الف‌های تاریک قابل شناخت نیستند و زیستگاه الف‌های تاریک سوارت‌آلفهایم است.
دورف‌ها در دید انسان‌ها کوتاه قامت، و با ریش‌های انبوهی که دارند زشت به نظر می‌رسند. گفته شده که دورف‌ها به مانند موجودات افسانه‌ای که به نام ترول می‌شناسیم از نور آفتاب بیزارند، زیرا آن‌ها را به سنگ، ماده‌ای که از آن ساخته شده‌اند تبدیل می‌کند.
در اساطیر نورس دورف‌ها موجوداتی طماع، خودخواه و نهان کار توصیف شده‌اند. آن‌ها آهنگرانی قابل و هنرمند هستند که اشیاء فلزی جادویی مختلفی برای خدایان ساخته‌اند. از مهمترین آن‌ها می‌توان به گوگنیر نیزه اودین، و دروپنیر، حلقه جادویی وی، میولنیر، پتک ثور، موی طلایی سیف، بریسینگامن، گردنبند فریا، اسکیدبلادنیر کشتی فریر، یک کلاه خود یا در بعضی روایات شنل جادویی به نام هولیدشیالم که به دست زیگورد، یا معادل آلمانی آن، زیگفرید افتاد و با پوشیدن آن نامرئی می‌شد و گلایپنیر، زنجیر جادویی که فنریر را با آن به بند کشیدند.